# Martin Berruyer
Pour les articles homonymes, voir Berruyer.
Martin Berruyer, mort le 24 juillet 1465, est un dignitaire français de l'Église catholique, évêque du Mans de 1449 à 1465. Il réalise plusieurs missions diplomatiques avant sa promotion à l'épiscopat. Il participe au procès en nullité de la condamnation de Jeanne d'Arc en 1456. Quelques années après, il soutient Jeanne la Féronne, fausse Jeanne d'Arc.

## Biographie

### Clerc et diplomate
Martin Berruyer est issu d'une famille tourangelle,, qui a peut-être fait fortune dans le change. Il pourrait avoir commencé ses études à Orléans avant d'étudier la théologie à Paris, au collège de Navarre,. Il est bachelier ès arts et en théologie. Il enseigne à Paris en 1413,,.
Son protecteur, l'archevêque de Tours Philippe de Coetquis lui fait obtenir plusieurs bénéfices ecclésiastiques au Mans et à Tours. Chanoine du Mans et de Tours,, il est nommé doyen de Tours en 1433 ou en 1437.
Il accompagne Philippe de Coetquis en ambassade à Rome en 1431-1432.  Il ensuite fait partie de cinq ambassades envoyées par le concile de Bâle en Bohême de 1433 à 1436 pour négocier avec les hussites. En 1433-1434, la délégation dont il fait partie réchappe de l'épidémie de peste qui sévit alors à Prague. Sa prédication à Prague laisse des souvenirs marquants,. 
En 1438, il est membre, avec Robert Ciboule, de l'ambassade conduite par Philippe de Coetquis à Bâle et à Mayence. En 1439, il est envoyé, toujours avec Robert Ciboule, auprès d'Eugène IV. Il écrit deux lettres avec Robert Ciboule à l'été 1439, l'une à l'évêque de Lübeck qui représente le roi des Romains Albert II au concile et l'autre au cardinal Louis Aleman.

### Évêque du Mans
En 1449, Martin Berruyer succède à Jean d'Hyerray ou Yerriau comme évêque du Mans,. Gallican, il est un fidèle du roi Charles VII. 
En 1457, il fait partie, avec l’archevêque de Tours Jean Bernard et l’évêque de Coutances Richard Olivier de Longueil, d'une délégation qui va à la rencontre de l’ambassade ecclésiastique envoyée par le roi de Hongrie Ladislas Ier Ladislas le Posthume pour négocier la main de la fille de Charles VII, Madeleine de France,.

### Vraie et fausse Jeanne d'Arc
Comme Guy de Vorseilles, Hélie de Bourdeilles, Thomas Basin et Robert Ciboule, Martin Berruyer participe au procès en nullité de la condamnation de Jeanne d'Arc en 1456 en écrivant un mémoire contre les juges de Jeanne d'Arc,,,,,. Son texte est une démonstration méthodique. Selon lui, Jeanne d'Arc ne pouvait être une sorcière puisqu'elle était vierge. Elle avait en horreur l'effusion de sang. Il pense que seule la volonté de Dieu peut expliquer que Jeanne d'Arc, une femme, donc faible à ses yeux, ait pu accomplir ses exploits, dont même les hommes étaient incapables. Selon lui, l'esprit de Jeanne d'Arc a permis, après sa mort, les victoires françaises de la reconquête de l'Aquitaine et de la Normandie,. 
En 1459-1460, il soutient la deuxième fausse Jeanne d'Arc, Jeanne-Marie la Féronne, aussi appelée la Pucelle du Mans,. Cette jeune fille d'une vingtaine d'années, très charismatique, se dit tourmentée par des démons et appelle son entourage à se réformer. Martin Berruyer l'examine et écrit le 13 décembre 1460 à la reine Marie d'Anjou une lettre très favorable à Jeanne la Féronne. Il se sert de ce cas pour soutenir l'idée d'une menace de Satan envers la société chrétienne.
Il résigne son siège épiscopal le 11 janvier 1465 et meurt six mois après, le 24 juillet 1465,,.